# Görzi Erzsébet német királyné
Görzi Erzsébet (München, kb. 1262 – Bécs, 1312. október 28.), II. Menyhért karintiai herceg és Wittelsbach Erzsébet bajor hercegnő első gyermeke. A szülők 1258-ban házasodtak össze. (Erzsébetnek ez már a második házassága volt, ugyanis 1254. május 21-én, 7 évnyi házasság után megözvegyült. Első férje IV. Konrád német király volt.)
Apai nagyszülei: I. Menyhért gorizia-tiroli gróf és Tirol Adelheid grófnő
Anyai nagyszülei: II. Ottó bajor herceg és Gelf Ágnes palotagrófnő

## Testvérei
Erzsébet féltestvére (anyja első házasságából):
- Konrád (1252. március 25 - 1268. október 29.), haláláig a Német Királyság első számú trónörököse, Jeruzsálem és Szicília királya, Svábia hercege

Erzsébet édestestvérei:
- Ottó (1265 körül - 1310. május 25.), III. Ottó néven Karintia hercege, aki 1297-ben nőül vette a körülbelül 16 éves Piast Eufémia legnicai hercegnőt. Frigyükből, mely mintegy 13 éven át tartott, négy leánygyermek származott, Anna, Erzsébet, Ursula és Eufémia.
- Albert (?-1292), aki ugyancsak nem hagyott hátra fiúörököst
- Lajos (?-1305), neki sem született fiúutódja
- Henrik (1270 körül - 1335. április 2.), mivel fivérei férfiörökösök nélkül haltak meg, így I. Henrik néven ő lett Karintia következő hercege és Tirol grófja, azonban 1307. július 3-tól vagy 4-től 1310. augusztus 31-ig ő viselte a cseh királyi címet is.

Háromszor is megnősült, első hitvese 1306-tól a körülbelül 16 esztendős Přemysl Anna cseh királyi hercegnő volt, akinek fivére, III. Vencel cseh király még abban az évben fiúutód nélkül halt meg, így Henrikre szállt a koronája. A házaspárnak egy fiuk született, Lipót herceg, aki csecsemőkorában meghalt. Anna fiatalon elhunyt, Henrik pedig újranősült 1313-ban.
Második neje a körülbelül 28 éves Welf Adelheid brunszvik-grubenhageni hercegnő lett. Házasságuk mintegy 11 éve alatt két leányuk jött világra, Adelheid és Margit. 1324-ben Henrik újból megözvegyült, s mivel fia még mindig nem volt, így újraházasodott.
Harmadjára is oltár elé állt. Ezúttal 1327-ben vette nőül a körülbelül 17 éves Savoyai Beatrix grófnőt. Mintegy 4 évig voltak házasok, de gyermekük nem született, s amikor Beatrix 1331-ben meghalt, Henrik többé már nem házasodott újra, s bele kellett törődnie, hogy vele kihal a Görz-ház férfiága.
Henrik nagyobbik lánya, Adelheid 1325-ben meghalt, így a másodszülött leány, Margit követhette apját a tartomány élén mint Tirol következő grófnője, oldalán első férjével, Luxemburg János Henrik morva őrgróffal. Mintegy 12 évnyi házasság után, 1342-ben elváltak, közös gyermekük pedig nem született, s mindketten újraházasodtak.
Margit második házassága V. (Wittelsbach) Lajos bajor herceggel már termékenynek bizonyult. Az asszony mintegy 19 év alatt 4 örököst (Hermann, Menyhért, és két ismeretlen nevű leánygyermek) hozott a világra, ám minden gyermeke hamarabb halt meg, mint Margit. A hercegné 1369. október 3-án, körülbelül 51 évesen távozott az élők sorából.   
- Ágnes (?-1293), ő 1286-ban hozzáment a körülbelül 29 esztendős I. (Wettin) Frigyes meissen-i őrgrófhoz, akinek egy fiút szült frigyük mintegy hét éve alatt, Frigyest, ám ő csupán 21 évet élt, s bár házas volt már 6 éve, gyermeke nem született.

## Gyermekei
Erzsébet 1274. december 20-án nőül ment az akkor 19 éves Habsburg Albert osztrák herceghez, akinek 12 gyermeket szült frigyük 33 éve során:
- Rudolf (1282 körül - 1307. július 3. vagy 4.), ő 1298-ban III. Rudolf néven követte apját mint Ausztria és Stájerország hercege, I. Rudolf néven pedig Csehország és Lengyelország uralkodója lett 1306-ban.

Kétszer is megnősült, első felesége a körülbelül 22 éves Capet Blanka francia királyi hercegnő lett 1300. május 25-én. A hercegné háromszor is teherbe esett, első gyermeke, egy kislány, halva született 1304-ben, második gyermeke, egy kisfiú, pedig csak nagyon rövid ideig élt. Blanka 1305. március 1-jén halt meg, harmadik terhessége szövődményeként, mely vetéléssel végződött.
Rudolf ismét megházasodott 1306. október 16-án. A 18 éves özvegyet, Piast Erzsébet Richeza lengyel királyi hercegnőt vette nőül, akinek első férje II. (Přemysl) Vencel cseh király volt, mintegy öt éven át. Egy gyermeket szült Vencelnek 1305-ben, egy kislányt, Ágnest. Erzsébet és Rudolf mindössze nyolc és fél hónapig tartó frigyéből nem született örökös.
- Frigyes (1289 körül - 1330. január 13.), 1308. május 1-től, I. Frigyes néven ő lett Ausztria és Stájerország következő hercege, 1314. október 19-én pedig, III. Frigyes néven megválasztották német királlyá.

1315. május 11-én feleségül vette a körülbelül 10 esztendős Izabella aragón királyi hercegnőt, aki 14 és fél évig tartó házasságuk alatt három gyermeket (Frigyes, Erzsébet és Anna) hozott világra, ám Frigyes nevű egyetlen fiuk 6 évesen elhunyt, nyilván valamilyen gyermekbetegségben. Erzsébet csak 19 évet élt, és hajadonként gyermektelenül halt meg, ám Anna kétszer is férjhez ment, csakhogy gyermeke egyik hitvesétől sem született.
- Lipót (1290. augusztus 4 - 1326. február 28.), aki I. Lipót néven 1308-tól 1326-ig együtt kormányozta Ausztria és Stájerország hercegségeit bátyjával, I. Frigyessel.

1315-ben elvette a körülbelül 31 éves Savoyai Katalin grófnőt. Két leányuk jött világra frigyük mintegy 11 éve alatt, Katalin és Ágnes. Katalin kétszer is férjhez ment élete során, de csak egy gyermeke született (az első férjétől), egy fiú, Enguerrand. Ágnes csak egyszer ment férjhez, s neki állítólag két gyermeke is született, egy leány és egy fiú, Erzsébet és Bolko.
- Albert (1298. december 12 - 1358. augusztus 16.), II. Albert néven Ausztria későbbi hercege 1330-tól, oldalán öccsével, aki IV. Ottó néven kormányozta testvérével közösen a tartományt.

Albert 1324. február 15-én nőül vette a körülbelül 24 esztendős Johanna pfirti grófnőt, aki hat gyermeket (Rudolf, Katalin, Margit, Frigyes, Albert és Lipót) szült hitvesének frigyük 27 és fél éve során.
- Henrik (1299. május 15 - 1327. február 3.), ő 1305-ben eljegyezte az akkor csupán körülbelül 13 esztendős Árpád-házi Erzsébet magyar királyi hercegnőt, a néhai III. András király egyetlen gyermekét, ám a házasság végül mégsem jöhetett létre, mivel állítólag a hercegnő mostohaanyja, Habsburg Ágnes özvegy királyné (Henrik húga) nem egyezett bele a frigybe.

1314-ben aztán Henrik elvette Virneburg-i Erzsébet grófnőt, ám mintegy 13 évig tartó frigyükből nem született gyermek.
- Menyhért (?-1300), fiatalon, talán még kisgyermekként vagy csecsemőként elhunyt
- Ottó (1301. július 23 - 1339. február 17.), aki IV. Ottó néven lett Ausztria hercege 1330-tól, megosztva a hatalmat bátyjával, II. Alberttel.

1325. május 15-én feleségül vette az akkor körülbelül 19 éves Wittelsbach Erzsébet bajor hercegnőt, aki házasságuk 4 éve alatt összesen két gyermeket (Frigyes és Lipót) szült hitvesének. 1330-ban a hercegné meghalt, Ottó pedig újraházasodott.
1335. február 16-án nőül vette a körülbelül 12 esztendős Luxemburgi Anna cseh királyi hercegnőt, ám gyermekük nem született házasságuk három és fél éve alatt. Ottó négy fattyúgyermekéről (Ottó, Lipót, János és Lipót) is tudunk, akiknek neve ugyan fennmaradt, ám anyjuk neve és későbbi sorsuk alakulása még ma is bizonytalan számunkra.
- Anna (1275 vagy 1280-1327. március 19.), ő kétszer is férjhez ment élete során, első hitvese 1295-ben a körülbelül 20 éves Ascaniai Hermann brandenburg-salzwedel-i őrgróf lett, akinek négy örököst (Judit, János, Matilda és Ágnes) szült frigyük mintegy 13 éve alatt.

Hermann halála után az asszony újból oltár elé állt, ezúttal a körülbelül 16 esztendős VI. (Piast) Henrik wrocław-i herceggel, 1310-ben. Mintegy 17 éven át tartó házasságukból három leánygyermek született, Erzsébet, Eufémia és Margaréta.
- Ágnes (1281. május 18 - 1364. június 10.), ő lett 1296. február 13-án a körülbelül 31 éves III. (Árpád-házi) András magyar király második neje, s András előző házasságából származó leányának, az akkor körülbelül 4 esztendős Erzsébet hercegnőnek a mostohaanyja is. Ágnes 1301. január 14-én megözvegyült, s frigyük gyermektelen maradt. A királyné többé nem ment férjhez.
- Erzsébet (1285 körül - 1353. május 19.), aki 1307-ben az akkor körülbelül 25 esztendős IV. (Metz) Frigyes lotaringiai herceg felesége lett. Mintegy 22 éven át tartó frigyükből hat gyermek (Rudolf, Frigyes, Margit, Ágnes, Teobáld és Albert) jött világra.
- Katalin (1295-1323. január 18.), ő 1316-ban hozzáment a körülbelül 18 éves Anjou-Nápolyi Károly calabriai herceghez. Mintegy 7 évig tartó házasságukból nem született gyermek.
- Judit (?-1329), aki 1319. március 26-án nőül ment VI. Lajos öttingeni grófhoz

## A királyné és özvegy
A gyermektelen Nassau Adolf halála után 1298. július 27-én Erzsébet férjét választották német királlyá, s formálisan római uralkodóvá is. A következő évben, Nürnberg városában Erzsébetet királynévá koronázták. Albert királyt 1308. május 1-jén saját unokaöccse, János gyilkolta meg, Windisch városában (a mai Svájc területén). Megözvegyülése után a királyné a Königsfelden kolostorba vonult vissza, s ott is érte őt a halál, 1312. október 28-án. Körülbelül 50 évet élt. Abban a kolostorban helyezték őt végső nyugalomra.
Görzi Erzsébet okos és vállalkozó szellemű asszony volt, megelőzve korát. Állítólag a kereskedelemhez is nagyon értett, továbbá az ő ötlete volt a salzkammergut-i sólelőhely által kínált gazdasági előnyök kiaknázása.